# أكرا غريت أوليمبكس
أكرا جريت أولمبيكس هو نادي كرة قدم غاني محترف مقره في أكرا ، أكرا الكبرى. ينافس النادي حاليا في الدوري الغاني الممتاز. وقد فاز بالدوري الغاني الممتاز مرتين ، في 1970 و 1974 وكأس غانا ثلاث مرات ، في 1975 و 1983 و 1995. منذ إنشائه ، أقام النادي منافسة شرسة بين جيرانهم أكرا هارتس أوف أوك والتي بلغت ذروتها في جولات مثيرة للاهتمام على مر السنين عندما يواجه الاثنان بعضهما البعض.

## التاريخ
تأسس النادي في عام 1954 في أكرا ، منطقة أكرا الكبرى في غانا. احتفلت بالذكرى السنوية ال 52 في عام 2006 ، والذكرى السنوية ال 66 في عام 2020.

### 2020
يدرب النادي حاليا أنور ووكر بمساعدة ياو بريكو ويرأسه بطل كأس العالم تحت 20 سنة الغاني 2009 جلادسون أواكو.

## الملعب
يلعب النادي مبارياته في ملعب أكرا الرياضي.

## الإنجازات
- الدوري الغاني الممتاز
  - البطل 1970, 1974
- كأس الاتحاد الغاني
  - البطل 1975, 1983, 1995

## الأداء في مسابقات الكاف
- دوري أبطال إفريقيا: مشاركتين

1971: نصف النهائي
1975: الدور الأول
- كأس الاتحاد الإفريقي: مشاركة

1999 – الدور الأول
- كأس الكؤوس الإفريقية: 4 مشاركات

1984 – الدور الثاني
1992 – الدور الثاني
1996 – انسحب في الدور الأول
2000 – الدور الأول

## المشاركة في مسابقات الكاف
| السنة | البطولة                        | الدور        | النادي               | الأرض | خارج الأرض | الإجمالي    |
| ----- | ------------------------------ | ------------ | -------------------- | ----- | ---------- | ----------- |
| 1971  | African Cup of Champions Clubs | 1            | Abaluhya United      | 3-1   | 0-0        | 3-1         |
| 1971  | African Cup of Champions Clubs | 2            | MMM Tamatave         | 4-0   | 1-2        | 5-2         |
| 1971  | African Cup of Champions Clubs | Quarterfinal | Coffee United SC     | 2-0   | 0-0        | 2-0         |
| 1971  | African Cup of Champions Clubs | نصف النهائي  | أشانتي كوتوكو        | 1-1   | 0-1        | 1-2         |
| 1975  | African Cup of Champions Clubs | 1            | إينوغو رينجرز        | 0-2   | 1-2        | 1-4         |
| 1984  | African Cup Winners’ Cup       | 1            | نادي دجوليبا         | 0-0   | 4-0        | 4-0         |
| 1984  | African Cup Winners’ Cup       | 2            | أسيك ميموزا          | 2-1   | 0-2        | 2-3         |
| 1992  | African Cup Winners’ Cup       | 1            | Invincible Eleven    | 0-1   | 2-0        | 2-1         |
| 1992  | African Cup Winners’ Cup       | 2            | موتيما بيمبي         | 1-0   | 2-4        | 3-4         |
| 1996  | African Cup Winners’ Cup       | 1            | ASF Douanes          | w.o.1 | w.o.1      | w.o.1       |
| 1999  | كأس الاتحاد الإفريقي           | 1            | Etoile Filante       | 3-2   | 0-2        | 3-4         |
| 2000  | African Cup Winners’ Cup       | 1            | نادي الاتحاد (ليبيا) | 2-0   | 0-2        | 2-2 (2-3 p) |

1- انسحبت أكرا جريت أولمبيكس

## المدربون
Annor Walker (المدرب) 2020–
ياو بريكو (assistant head coach) 2020–
غودوين أترام (مساعد المدرب) 2020–2021

### المدربون البارزون السابقون
Cecil Jones Attuquayefio (1974-1984)
David Duncan (2001-2003)
كين أوغست (2011-2012)
غودوين أترام (2017)
ياو بريكو (2020)

## روابط خارجية
- AccraGtOlympics على تويتر.
- أكرا غريت أوليمبكس  على سكروي
- Great Olympics category (ghana scoccernet)